# Зірки опівдні
«Зірки опівдні» (англ. «The Stars at Noon») — романтично-трилерний фільм, зі спільно-написаним сценарієм та режисурою від Клер Дені, за мотивами роману The Stars at Noon від Дениса Джонсона. У головних ролях Джо Алвін та Марґарет Кволлі. 
Прем'єра фільму відбулася 25 травня 2022 року.

## Сюжет
Дія фільму відбувається в 1984 році під час нікарагуанської революції. У центрі уваги — таємничий англійський бізнесмен (Алвін) і вперта американська журналістка (Кволлі), які заводять пристрасний роман. Незабаром вони виявляються втягнутими в небезпечний лабіринт брехні й змов і змушені намагатися втекти з країни, покладаючись лише на довіру один до одного.

## У ролях
| Актор           | Роль                          |
| --------------- | ----------------------------- |
| Марґарет Кволлі | Тріш                          |
| Джо Алвін       | Даніель                       |
| Денні Рамірес   | коста-ріканський поліцейський |
| Бенні Сафді     | агент ЦРУ                     |
| Джон Рейлі      | босс                          |

## Виробництво
У квітні 2019 року було оголошено, що новелу The Stars at Noon екранізує Клер Дені, а у головній ролі буде Роберт Паттінсон. У лютому 2020 року A24 отримала права на екранізацію, а Марґарет Кволлі поповнила акторський склад.
У липні 2021 року Паттінсон покинув проєкт через конфлікти у знімальному графіку, а Тарон Еджертон замінив його.
У листопаді 2021 року було оголошено, що Еджертон покидає проєкт з особистих причин, і його замінить Джо Алвін.
Зйомки розпочалися в листопаді 2021 року в Панамі та завершилися в грудні 2021 року.

## Прем'єра
Фільм був відібраний для участі в боротьбі за Золоту пальмову гілку Каннського кінофестивалю 2022 року, де відбулася його світова прем'єра 25 травня 2022 року. У Каннах він став співлауреатом Гран-прі. Фільм був випущений компанією A24 у США і доступний до замовлення 14 жовтня 2022 року. «Зірки опівдні» почав транслюватися на Hulu 28 жовтня 2022 року. Міжнародною дистрибуцією фільму займалася компанія Wild Bunch International.